# ポートレット
ポートレット（英: Portlet）とは、ウェブポータルで管理・表示される着脱可能なユーザインタフェースコンポーネントである。ポートレットはマークアップコードの断片を生成し、それがポータルページに集められる。典型的には、ポータルページは互いにオーバーラップしないポートレットウィンドウの集合体を表示するもので、各ポートレットウィンドウはポートレットを表示する。したがってポートレット（あるいはポートレット群）はポータルにホスティングされたウェブアプリケーションとでも言うべきものである。ポートレット・アプリケーションの例としては、電子メール、天気レポート、議論フォーラム、ニュースなどがある。
ポートレットの標準規格により、ソフトウェア開発者はその規格をサポートする任意のポータル向けにポートレットを開発できる。

## 規格
Web Services for Remote Portlets (WSRP) プロトコルは、異種のソースからリモートで動作するポートレットのプラグアンドプレイを可能にするWebサービス標準を提供することを目的とする。ページの一部をON/OFFしたり、機能を追加・削除するなどして、登録ユーザーがウェブサイトの見た目をパーソナライズできるようにしたサイトは多い。これは一般にポータルを「ポートレット」群で構成しているために可能となっている。
Java Portlet Specification（JSR168、JSR286）は、異なるポータルサイト間のポートレットの相互運用を可能にするものである。この仕様は、ポートレット・コンテナとポートレットの間のAPIセットを定義し、ポートレットをパーソナライゼーション、プレゼンテーション、セキュリティに対応させる。
JSR168 のリファレンス実装として Apache Pluto がある。それ以外にもいくつかのベンダーがポートレット・コンテナの商用実装を提供している。主なベンダーとしては、IBM、オラクル、BEAシステムズ、サン・マイクロシステムズ、Vignette Corporation などがある。これらベンダーは標準に基づいた実装だけでなく、まだ標準化されていない拡張も行っている。さらに、オープンソースで JSR168 をサポートしたものとして、Apacheの Jetspeed-2 Enterprise Portal、eXo Platform、Liferay Portal などがある。